# Deutsche Fußball-Amateurmeisterschaft 1974
Deutscher Fußball-Amateurmeister 1974 wurde der SSV Reutlingen 05. Im Wiederholungsspiel des Finales in Worms gewann Reutlingen am 29. Juni 1974 mit 2:1 gegen den VfB 06/08 Remscheid, nachdem das erste Endspiel 2:2 nach Verlängerung endete.

## Teilnehmende Mannschaften
An der deutschen Amateurmeisterschaft nahmen fünfzehn Amateurmeister der damaligen sechzehn Landesverbände des DFB teil. Für Südbaden qualifizierte sich der FC 08 Villingen als erster der 1. Amateurliga Schwarzwald-Bodensee, durch ein 4:2-Sieg gegen den Südbadischen Amateurmeister Offenburger FV.
| Mannschaften | Mannschaften           | Ligen Saison 1973/74                                           |
|              | Flensburg 08           | Landesliga Schleswig-Holstein                                  |
|              | SC Victoria Hamburg    | Landesliga Hamburg                                             |
|              | Blumenthaler SV        | Amateurliga Bremen                                             |
|              | SpVgg Preußen Hameln   | Landesliga Niedersachsen                                       |
|              | SC Staaken             | Amateurliga Berlin                                             |
|              | TuS Neuenrade          | Verbandsliga Westfalen Staffel 2                               |
|              | SV Bayer 04 Leverkusen | Verbandsliga Mittelrhein                                       |
|              | VfB 06/08 Remscheid    | Verbandsliga Niederrhein                                       |
|              | Viktoria Aschaffenburg | Amateurliga Hessen                                             |
|              | SV Leiwen              | Amateurliga Rheinland                                          |
|              | FK Clausen             | Amateurliga Südwest                                            |
|              | SV St. Ingbert         | Amateurliga Saarland                                           |
|              | Karlsruher FV          | 1. Amateurliga Baden                                           |
|              | FC 08 Villingen        | Vertreter Südbaden                                             |
|              | SSV Reutlingen 05      | 1. Amateurliga Württemberg 1. Amateurliga Schwarzwald-Bodensee |
|              | ASV Herzogenaurach     | 1. Amateurliga Bayern                                          |

## 1. Runde
|                        | Gesamt |                     | Hinspiel | Rückspiel |
| ---------------------- | ------ | ------------------- | -------- | --------- |
| ASV Herzogenaurach     | 5:1    | SV Leiwen           | 1:0      | 4:1       |
| SV Bayer 04 Leverkusen | 6:1    | Flensburg 08        | 3:0      | 3:1       |
| Blumenthaler SV        | 1:3    | VfB 06/08 Remscheid | 1:1      | 0:2       |
| Karlsruher FV          | 3:5    | FC 08 Villingen     | 1:3      | 2:2       |
| SpVgg Preußen Hameln   | 0:1    | TuS Neuenrade       | 0:0      | 0:1       |
| SC Staaken             | 1:3    | SC Victoria Hamburg | 1:1      | 0:2       |
| SV St. Ingbert         | 2:4    | FK Clausen          | 1:2      | 1:2       |
| Viktoria Aschaffenburg | 4:6    | SSV Reutlingen 05   | 3:2      | 1:4       |

## 2. Runde
|                     | Gesamt |                        | Hinspiel | Rückspiel |
| ------------------- | ------ | ---------------------- | -------- | --------- |
| FK Clausen          | 5:3    | FC 08 Villingen        | 3:0      | 2:3       |
| SSV Reutlingen 05   | 5:2    | ASV Herzogenaurach     | 0:0      | 5:2       |
| VfB 06/08 Remscheid | 4:2    | SC Neuenrade           | 4:0      | 0:2       |
| SC Victoria Hamburg | 3:2    | SV Bayer 04 Leverkusen | 3:1      | 0:1       |

## Halbfinale
|                     | Gesamt |                     | Hinspiel | Rückspiel |
| ------------------- | ------ | ------------------- | -------- | --------- |
| SSV Reutlingen 05   | 8:1    | FK Clausen          | 4:0      | 4:1       |
| VfB 06/08 Remscheid | 3:2    | SC Victoria Hamburg | 1:1      | 2:1       |

## Finale
| Paarung           | SSV Reutlingen 05 – VfB Remscheid |
| Ergebnis          | 2:2 n. V. (2:2, 1:1) |
| Datum             | Sonntag, 16. Juni 1974 um 16:00 Uhr |
| Stadion           | Wormatia-Stadion, Worms |
| Zuschauer         | 5.000 |
| Schiedsrichter    | Peter Gabor (West-Berlin) |
| Tore              | 0:1 Kohlmann (10.) 1:1 Aymar (40.) 1:2 Strunk (50., Eigentor) 2:2 Kapp (73.) |
| SSV Reutlingen 05 | Rolf Kirsch – Werner Strunk, Rudi Murmann , Hans Düren (104. Max Pleikies), Bernd Dirscherl – Wolfgang Hipp, Hans Eippert – Erwin Kapp (101. Lothar Reiff), Jürgen Aymar, Wolfgang Rothe, Richard Ziegelmüller Cheftrainer: Josef Becker |
| VfB Remscheid     | Wolfgang Hild – Günter Koglin, Werner Bertram, Kohlmann (58. Uwe Rapp), Rudi Münch – Hannes Marson, Willy Wollny – Rolf Böttger, Bernhard Heldt (95. Herrmann), Lothar Kraft, Dieter Stachel Cheftrainer: Waldemar Gerhardt              |

## Finale (Wiederholungsspiel)
| Paarung           | SSV Reutlingen 05 – VfB Remscheid |
| Ergebnis          | 2:1 (1:1) |
| Datum             | Samstag, 29. Juni 1974 um 16:00 Uhr |
| Stadion           | Wormatia-Stadion, Worms |
| Zuschauer         | 2.500 |
| Schiedsrichter    | Wolfgang Dittmer (Ludwigshafen am Rhein) |
| Tore              | 1:0 Kapp (5.) 1:1 Münch (21., Foulelfmeter) 2:1 Eippert (73., Foulelfmeter) |
| SSV Reutlingen 05 | Rolf Kirsch – Werner Strunk, Rudi Murmann , Hans Düren, Bernd Dirscherl – Wolfgang Hipp, Erwin Kapp, Hans Eippert – Jürgen Aymar, Wolfgang Rothe (63. Max Pleikies), Richard Ziegelmüller Cheftrainer: Josef Becker  |
| VfB Remscheid     | Wolfgang Hild – Rudi Münch, Werner Bertram, Lothar Kraft, Günter Koglin – Hannes Marson, Willy Wollny, Rolf Böttger – Uwe Rapp, Bernhard Heldt (78. Hans-Gerd Bender), Dieter Stachel Cheftrainer: Waldemar Gerhardt |